# Aamir
Aamir è un film del 2008 diretto da Raj Kumar Gupta.

## Trama
Il film inizia con il Dr. Aamir Ali (Rajeev Khandelwal) che ritorna a Mumbai in vacanza. All'arrivo in aeroporto, una persona sconosciuta gli consegna un cellulare, attraverso il quale una persona sconosciuta dall'altro capo gli chiede di seguire le istruzioni. Sebbene inizialmente riluttante, vede un video al telefono e si rende conto che la sua famiglia è stata rapita. Incerto sul da farsi, accetta di seguire le istruzioni quando gli viene comunicato che, così facendo, la sua famiglia verrà liberata.
Lo sconosciuto chiede ad Aamir di pensare all'Islam e desidera che faccia qualcosa per la sua religione, piuttosto che lavorare e vivere in un paese straniero. Viene quindi costretto ad andare in un hotel, dove gli viene dato un indirizzo. Da lì, va a un PCO e chiama un numero anonimo, che si trova in Pakistan. Gli viene chiesto di rimanere in un hotel, dove un uomo zoppo gli chiede di seguirlo. Aamir viene quindi condotto in una casa dove gli viene data una valigetta rossa. Pensando che la valigetta sia una bomba, la apre e scopre che è piena di soldi. In seguito, gli viene chiesto di prendere un autobus particolare ad un'ora prestabilita.
Parte per prendere l'autobus, ma sulla strada viene rubata la sua valigetta. Rendendosi conto che l'unico modo per salvare la sua famiglia è tornare alla valigetta, chiede l'aiuto di una prostituta che aveva precedentemente incontrato. Dopo aver trovato il luogo, combatte e prende la valigetta. Quindi si affretta a prendere l'autobus. Dopodiché, gli viene detto di mettere la valigetta sotto il sedile e di partire. Aamir ora si rende conto che la sua valigetta è stata cambiata. Invece di soldi, hanno messo una bomba al suo interno. Si alza dall'autobus e inizia ad avere delle allucinazioni. Si imbarca nuovamente sull'autobus e prende la valigetta. Lui, quindi libera un'area dicendo che ha una bomba tra le mani. Tiene stretto la valigetta e inizia a pensare alla sua famiglia. La bomba esplode, uccidendo Aamir.
L'antagonista piange sentendo che il suo piano di creare un terrorista è fallito. Il film termina con i giornalisti che raccontano dal vivo sul posto, dicendo "Un terrorista è stato ucciso in un attentato dinamitardo. Ma non si sa perché abbia deciso di uccidere solo se stesso".